# Schizocythere subrectangularis
Schizocythere subrectangularis is een mosselkreeftjessoort uit de familie van de Cytheridae. De wetenschappelijke naam van de soort is voor het eerst geldig gepubliceerd door Jiang & Wu.